# Can Jouer
|  | Per a altres significats, vegeu «Can Jouer (Bordils)». |

Can Jouer, Can Joer o Mas Joer és un mas fortificat a poc menys de mig km al sud del veïnat de la Bolla de Flaçà (al Gironès). La masia és de planta rectangular, aproximadament de 18 per 16 metres, comptant amb diversos cossos afegits i edificacions i coberts annexes a l'exterior. Presentava (2012) un estat de ruïna, amb les cobertes enfonsades i finestres tapiades. Té una torre de defensa situada a l'angle sud-est del conjunt.
Tot i que l'arrebossat del parament exterior de la masia en desvirtua l'aparença, la masia compta amb destacats elements de valor. Destaquen, per exemple, dues finestres espitllerades a la façana sud del cos principal, la porta principal adovellada i especialment un interessant pòrtic de volta lleugerament apuntada, que s'adossa a la façana principal, a llevant.
La torre és de planta quadrada, aproximadament de 6 per 6 metres, de planta baixa i dos pisos, amb coberta a una sola vessant. A la façana est, la part inferior presenta un talús escarpat a manera de contrafort; la mateixa façana presenta una petita finestra al segon pis. La façana sud presenta una finestra al primer pis, de llindar i llinda, clàssica, i una petita finestra a la planta baixa.
Totes les parets visibles de la torre estan arrebossades, amagant possibles elements defensius com ara espitlleres. En alguna llacuna en l'arrebossat s'observa el parament original d'obra de pedra desbastada, petita, i amb cadenes de carreus a les cantonades.